# NGC 3025
NGC 3025 est une très vaste galaxie lenticulaire relativement éloignée et située dans la constellation de l'Hydre. NGC 3025 a été découverte par l'astronome britannique John Herschel en 1835.

## Caractéristiques
Sa vitesse par rapport au fond diffus cosmologique est de 8 841 ± 39 km/s, ce qui correspond à une distance de Hubble de 130,4 ± 9,2 Mpc (∼425 millions d'al).